# S Is for Stanley - Trent'anni dietro al volante per Stanley Kubrick
S is for Stanley - Trent'anni dietro al volante per Stanley Kubrick è un film documentario del 2015 diretto da Alex Infascelli, tratto dal libro Stanley Kubrick e me, biografia di Emilio D'Alessandro.

## Trama
La vita di Stanley Kubrick vista attraverso gli occhi del suo autista, Emilio D'Alessandro. D'Alessandro conobbe fortuitamente Kubrick a Londra nel 1971, dove faceva il pilota di auto da corsa. Kubrick lo volle come suo autista personale e con lui instaurò un profondo legame di amicizia, coronato nel 1999 da una serie di omaggi che il cineasta gli fece nel suo ultimo film, Eyes Wide Shut: Kubrick lo fece infatti recitare in un cameo, diede il suo nome al bar in cui si reca Tom Cruise e fece apparire come comparse nel film anche la moglie e la figlia Marisa. Il documentario descrive un'amicizia che ha attraversato trent'anni di vita e quattro capolavori della storia del cinema, unendo due persone apparentemente molto diverse tra loro.

## Riconoscimenti
Il documentario ha vinto David di Donatello per il miglior documentario nell'edizione del 2016 ed è stato candidato come Miglior Documentario agli European Film Awards. Ha vinto inoltre il Master of Art Film Festival nella sezione Documentary in Theatre and Cinema.